# Gorgias (Plato)
Gorgias is een belangrijke Socratische dialoog waarin Plato de retoricus Gorgias, gespecialiseerd in overtuigingskracht, plaatst tegenover de filosoof Socrates, die gebruikmaakt van ontrading of weerlegging. Thema van de dialoog is het recht van de sterkste en de rechtvaardigheid.
De kunst van de retorica stond in het klassieke Athene in hoog aanzien en werd beschouwd als een noodzakelijk onderdeel van de opvoeding tot politicus. Bovendien was het belangrijk om zich in rechtszaken goed te kunnen verdedigen. De retorici presenteerden zichzelf dan ook als leraars van deze onontbeerlijke vaardigheid en lieten er zich goed voor betalen. Sommigen onder hen, zoals Gorgias, waren vreemdelingen van buiten Athene die aangetrokken werden door de intellectuele en culturele faam van de stad. Socrates valt hen in de dialoog openlijk aan, tot op het punt zelfs dat hij zichzelf 'de enige echte politicus' (staatsman) noemt.

## Filosofische thema's
Thema's die in de dialoog aan bod komen zijn: retoriek, politiek, rechtvaardigheid, matigheid. Plato maakt Gorgias in deze dialoog tot het prototype van de sofisten. De bedoeling die hij met deze dialoog heeft, is duidelijk het in diskrediet brengen van de sofisten, die volgens hem geen echte kennis of wijsheid verkondigen. Bij monde van Socrates laat hij uitschijnen dat echte filosofie zich moet bezighouden met de zorg voor de ziel door rechtvaardigheid en het goede na te streven.

## Plaats binnen de dialogen
- maakt deel uit van de zogenaamde socratische dialogen, uit Plato's vroege periode, waarin zijn leermeester Socrates aan het woord is.
- behoort chronologisch waarschijnlijk tot een van de laatste dialogen die Plato schreef in de periode (399-390) volgend op zijn deelname aan de Korinthische Oorlog (395-94)[1]
- werd traditioneel[2] ingedeeld bij een tetralogie met de dialogen Euthydemus, Protagoras, Gorgias, Meno[3]
- behoort thematisch tot de tetralogie die de sofistiek als gemeenschappelijk thema heeft: Protagoras, Hippias Major, Gorgias, Hippias Minor

## Personages in de dialoog
- Socrates, de befaamde filosoof
- Chaerephon, zijn vriend en aspirant filosoof
- Gorgias, de retoricus, die nogal op de achtergrond blijft, maar het kader levert voor de discussie
- Polus, een lichtvaardige jonge student van Gorgias
- Callicles, een oudere en geduchte retoricus

## Historische context
Het Athene van de 4e eeuw v.Chr. Plato's tijd. De dialoog dateert van omstreeks 385 v.Chr., in een tijd dat Athene leed onder de gevolgen van de Peloponnesische Oorlog en het corrupte bewind dat zich daarna installeerde. Plato zoekt in dialogen zoals deze de oorzaak van de heersende chaos in de teloorgang van waarden als de deugd en de rechtvaardigheid.

## Inleiding
De dialoog begint op het ogenblik dat Gorgias in het publiek zijn retorische vaardigheid heeft gedemonstreerd. Callicles, de gastheer van Gorgias, heeft ook Socrates en zijn vriend Chaerephon uitgenodigd en zij gaan samen met de jonge Pollus de discussie aan met Gorgias. De hele opzet van deze dialoog lijkt erg op die van Protagoras, waar de discussie ook publiek wordt gevoerd. Ook daar wordt Socrates uitgenodigd bij Callicles die deze keer Protagoras tijdens zijn verblijf in Athene onderdak verschaft. Gorgias stemt toe in de soort ondervraging waarvoor Socrates berucht is. De filosoof vuurt zijn vragen af op de retoricus en prijst hem voor zijn bondigheid. Gorgias snoeft dat niemand er ooit in slaagde om hem een vraag te stellen die hij niet kon beantwoorden en zegt dat hij zowel bondig als breedsprakerig kan zijn. Plato lijkt met deze inleiding de arrogantie van de retorici aan de kaak te willen stellen.

## Synopsis

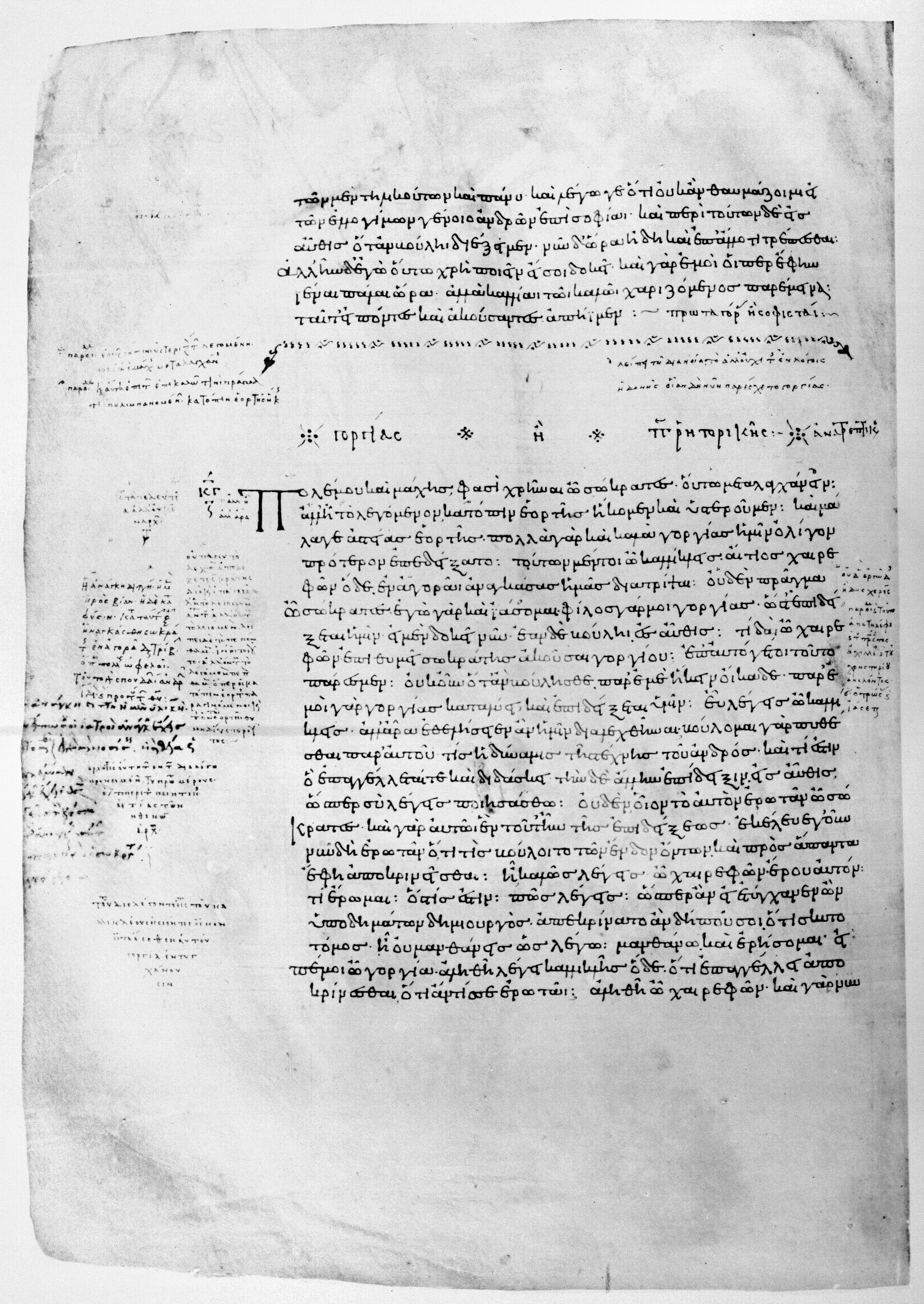
Deel van de Gorgias in de Codex Oxoniensis Clarkianus 39, een manuscript uit 895

Gorgias is een gedetailleerde studie van deugd gebaseerd op een onderzoek naar de aard van de retorica, de kunst, macht, zelfbeheersing, rechtvaardigheid en goed versus kwaad. De dialoog is nauw verbonden met Plato's overkoepelende filosofische project dat een definitie wil geven van wat een nobel menselijk bestaan wel is. Het gesprek tussen Socrates en vier medeburgers verloopt meestal vriendelijk, al worden soms scherpe commentaren gegeven. Chaerephon zegt eigenlijk weinig, behalve aan het begin van de dialoog als hij in gesprek is met Socrates, maar Callicles schuwt niet terug voor scherpe aanvallen. Gorgias, de beroemde redenaar naar wie deze dialoog is genoemd, wordt ook bijgestaan door de onervaren student Polus. De hele dialoog is fictief, ook al was Socrates in werkelijkheid ook de leraar van Plato. Plato maakt zoals in zijn andere dialogen met groot literair talent gebruik van de dialoogvorm om via de personages zijn eigen theorieên en die van Socrates uit te leggen.
In de tekst vallen vier delen te onderscheiden waar telkens verschillende topics aan bod komen:
1. Deel 1 (447-466) Socrates en zijn vriend Chaerephon discussiëren over de faam en waarde van Gorgias als beroemd redenaar. Socrates wil Gorgias ondervragen over de aard en de bedoeling van de retoriek en de twee mannen begeven zich naar het huis van Callicles waar de grote sofist verblijft. De intense discussie leidt naar de vraag over het verschil tussen ware en valse kunsten, waarbij het Goede anders is dan het plezierige.
2. Deel 2 (466–480) gaat dieper in op de ware aard van macht. Socrates toont aan dat een tiran geen werkelijke macht heeft. Hij is immers verplicht om acties te ondernemen (zoals executies), niet uit vrije wil, maar omdat het noodzakelijk is voor het welzijn van de staat. Deze discussie draait uit op een poging om te definiëren wat dan wel het grootste kwaad is dat iemand een ander kan aandoen.
3. Deel 3 (480–488) is wat atypisch voor een Socratische dialoog, want hier wordt Socrates door Callicles openlijk aangevallen en voorgesteld als een volwassen man die zich met (onvolwassen) zaken als filosofisch onderzoek bezighoudt. Hier tekent Plato de halsstarrige vooringenomenheid van zijn tijdgenoten tegenover de filosofie.
4. Deel 4 (488–507) behandelt het onderzoek van de participanten naar de aard en waarde van matigheid en rechtvaardigheid. In de loop van deze discussie brengt Socrates een nogal abstract logisch bewijs aan voor het onderscheid tussen het goede een het plezierige, hiermee een thema besluitend dat in de eerste sectie begon. De oorzaak van de chaos die in de Griekse samenleving heerste, was volgens Plato (en Socrates) precies daaraan te wijten dat de meesten dit verschil niet erkenden. Daardoor werden de kunsten geprezen als iets dat waard was na te streven en werd de retoriek als overtuigingsmethode voor waarheid gehouden. De conversatie leidt tot het besluit dat een waardig leven gepaard moet gaan met matigheid en rechtvaardigheid.

De rest van de tekst tracht Socrates aan te tonen hoe deugd ontstaat uit een evenwicht tussen de kunsten, zoals eerder gedefinieerd, en het leiden van een rechtvaardig leven. Daarbij beschrijft hij achtereenvolgens de deugd van het gezond houden van het lichaam via gymnastiek en geneeskunde, en de zorg voor de ziel door middel van matigheid en rechtvaardigheid.
De mythologische vertelling van Socrates' dood aan het slot wordt verbonden aan het belang van de deugd in dit leven en het leven na de dood.

## Vertalingen
- Plato, Verzameld werk, deel 12: Gorgias - Uitgeverij Bert Bakker 2003. Vertaald door Mario Molegraaf.
- Plato, Gorgias. Een gesprek in Athene 2400 jaar geleden - Uitgeverij Bert Bakker 1990. Vertaling van Jan van Gelder, herzien door Gerard Koolschijn
- Plato, Verzameld werk, deel 1: Gorgias - Uitgeverij de Nederlandsche Boekhandel 1965. Vertaald door Drs. Xaveer de Win
- Een gesprek in Athene 2350 jaar geleden. Plato, Gorgias en Sokrates - Uitgeverij Bakker-Damen 1960. Nederlands van Jan van Gelder
- Platoon, Gorgias - De Nederlandsche Boekhandel 1948. Vertaald, ingeleid en verklaard door R. van Pottelbergh
- (Engels) Gorgias op de website van The Internet Classics Archive (Benjamin Jowett, 1871)